# O Amor Dá-me Tesão / Não Fui Eu que Estraguei
O Amor Dá-me Tesão/Não Fui Eu que Estraguei é o álbum de estreia de Foge Foge Bandido, lançado em 2008. Primeiro trabalho do projecto a solo de Manuel Cruz, é constituído por dois discos, cada um com 40 canções, e é acompanhado por um livro ilustrado com 140 páginas. Este foi preparado durante 10 anos e inclui a participação de vários artistas, entre os quais Pacman (Da Weasel), Bezegol, Gon (ex-Zen) e ainda Peixe, Kinörm, Elísio Donas e Nuno Prata (ex-Ornatos Violeta).
A primeira edição do álbum foi lançada a 1 de Junho de 2008, era numerada e limitada a 1100 cópias. Uma nova edição foi lançada no mês seguinte.

## Faixas

### O Amor Dá-me Tesão
1. Personal contribution - 1:47
2. Mau hálito - 0:11
3. Casal boss - 0:16
4. Canal zero - 1:16
5. Diz-me se aprovas - 3:26
6. Insónia - 0:24
7. Fechado para obras/Dans une autre vie misérable - 3:49
8. Discussão canina - 0:04
9. Tirem o macaco da prisão - 2:07
10. Touradita - 0:20
11. O caminho certo - 1:31
12. A cisma - 2:06
13. Vida adicta - 1:12
14. Borboleta - 4:15
15. Ninguém é quem queria ser - 3:39
16. Chuva doce - 0:13
17. A dor de ter de errar - 2:15
18. A canção mudou - 1:04
19. O mergulho de regresso - 1:10
20. As minhas ovelhinhas - 0:12
21. Canção da canção triste - 2:27
22. Falso graal - 2:26
23. Um tempo sem mentira - 3:58
24. O lugar onde estou - 0:11
25. Mundo exterior - 0:24
26. Eleva! - 4:17
27. Ainda pode descer - 5:31
28. E pop? - 1:04
29. Insectos adoram ensaios - 0:23
30. Os olhos e o mar - 0:18
31. Nostalgia hardcore - 0:32
32. Cocó - 0:36
33. À sua volta - 3:33
34. Canteiro - 1:25
35. Quando eu morrer - 2:30
36. Canção da canção da lua - 1:27
37. Noções para viver sem ti - 1:40
38. Sempre-a-pensar - 1:14
39. Foi no teu amor - 2:27
40. Desce à cama - 1:03

### Não Fui Eu que Estraguei
1. O canto dos homens - conto - 2:53
2. Algo bom - 0:28
3. O mar já nos olhos - 0:29
4. As nossas ideias - 1:59
5. Passaroco motoqueiro - 0:06
6. Tu não tens de mudar - 2:29
7. O cenário possível - 0:32
8. Guitarrinha - 0:16
9. Meu amor está perto - 1:15
10. Minha cisma não pode parar - 0:08
11. Fartos do que não tens - 1:29
12. Como diria a D. Carmosina - 0:13
13. Acorda mulher - 2:49
14. Ai! - 1:03
15. Não aldrabes - 1:59
16. A lenda da verdade - 1:18
17. Olá Kit - 0:45
18. Onan, o rapaz do presente - 2:42
19. Canção segredo - 2:09
20. Iá - 0:29
21. Revelação - 0:24
22. Besouro - 2:34
23. Ninguém está bem - 0:22
24. Canal Zero live show - 0:42
25. Estou pronto - 3:47
26. As minhas saudades tuas - 2:33
27. Cinemavelho - 1:32
28. Uma historinha - 3:36
29. Nada para esquecer - 1:21
30. Cabói inglês - 0:44
31. Terceira divisão - 1:14
32. A sina da cisma - 0:34
33. Esta merda começa a ter piada - 1:51
34. Não te interessa pensar - 1:10
35. Fora de combate - 5:32
36. Libendai - 0:34
37. Eu tentei dizer - 1:28
38. Quem sabe - 1:54
39. x - 1:00
40. Canção da canção da canção da lua - 4:35